# Le città viste dal basso
Albums de Perturbazione
Pianissimo fortissimo
(2007) Del nostro tempo rubato
(2010)
Le città viste dal basso est un album live du groupe piémontais Perturbazione, sorti en 2009, qui recueille dix chansons enregistrées pendant le spectacle éponyme.

## Liste des titres
| 1. | Vedute dallo spazio      |  |
| 2. | Firenze (canzone triste) |  |
| 3. | Rimini                   |  |
| 4. | Trasudamerica            |  |
| 5. | Città vuota              |  |

| 1. | Una città per cantare        |  |
| 2. | Piromani                     |  |
| 3. | Sobborghi                    |  |
| 4. | L'inutilità della puntualità |  |
| 5. | Me ne vado da Roma           |  |